# Despond (Album)
Despond (englisch Verzweiflung/Verzagen) ist das Debütalbum der Funeral-Doom-Band Loss.

## Entstehung

### Konzept
Die bereits seit dem Jahr 2003 aktive Gruppe veröffentlichte zwischen 2004 und 2008 ein Demo über Weird Truth Productions sowie eine Reihe von Split-Veröffentlichungen. Indes zog sich die Arbeit an dem Debütalbum zunehmend in die Länge. Sänger und Gitarrist Mike Meacham äußerte in einem Interview mit dem Webzine Doom-Metal.com, dass die Bandmitglieder mit persönlichen Problemen belastet waren, die den Entstehungsprozess hemmten. Meacham nannte „Krankheit, Tod, Sucht und Drogenmissbrauch sowie emotionale Probleme“ als solche Hemmnisse.
Als gemeinsame musikalische Einflüsse verwiesen Band und Musiker auf Vertreter der neuen Musik, des Jazz, des Metals sowie des Dark Wave, Neofolk, Gothic Rock, Post-Punk und Post-Industrials. Dabei verwiesen der Gitarrist Tim Lewis und Meacham darauf, dass der wesentliche Einfluss auf die eigene Musik in einer nihilistischen und existentialistischen Weltanschauung begründet sei.

### Songwriting
Die Musik entstand in einem kooperativen Schreib- und Probeprozess der Musiker. Meacham gab an, dass die Band, bestehend aus ihm sowie dem Schlagzeuger Jay LeMaire, dem Bassisten John Anderson und dem weiteren Gitarristen Tim Lewis als Einheit zusammen geschrieben habe mit der Intention die trostloseste, traurigste Musik zu schaffen, zu welcher sie gemeinsam fähig sein. Entsprechend ordnete er die Hemmnisse des Entstehungsprozesses als kreativ lohnende Verzögerung ein, da die Gruppe die Entstehung der Musik niemals beschleunigen wollen würde und „jedes bisschen Elend“, das den Musikern widerfahren sei zum Ergebnis beigetragen habe.
Als Musikstücke die den Arbeitsprozesses an Despond maßgeblich beeinflussten beschrieb Tim Lewis Conceptual Funeralism unto the Final Act (of Being) und Cut Up, Depressed and Alone. Während Conceptual Funeralism unto the Final Act (of Being) als unvollendetes Musikstück die Band über Jahre begleitete und die Musiker um einem Abschluss des Stückes bemüht waren veränderten die von Meacham eingebrachten Fragmente von Conceptual Funeralism unto the Final Act (of Being) die Herangehensweise der Band sowie die gegenseitige Wahrnehmung der Musiker sowie den gesamten Arbeitsprozess nachhaltig.

„Und als wir endlich ‘Cut Up, Depressed and Alone’ beendet hatten, als wir endlich ein Ergebnis hatten, erinnere ich mich, dass ich aus dem Proberaum ging und mich scheußlich, absolut schrecklich, fühlte. Wir fühlten uns wie aneinander erkrankt. Es war nicht so, dass es sich zwingend Falsch angefühlt hätte. Niemand war sauer auf den Anderen. Aber es war ein unangenehmes Gefühl beieinander zu sein nachdem das geschrieben war. Dieses Lied war für mich etwas von dem ich wusste, dass wir etwas wirklich Besonderes hatten. Es entsprach Nichts, was ich je zuvor geschaffen hätte, nicht als Teenager mit Thrash Metal, nicht in meinen späten Zwanzigern mit Death Metal. Darauf gekommen zu sein war definitiv ein entscheidender Faktor.“

In einem weiteren Interview betonten Lewis, dass die überwiegend von Meacham geschriebenen Texte und die von ihm gesetzten Fragmente der Musik als Fundament des weiteren Prozesses fungierten. Dabei empfanden sie die gemeinsame Musik als „lähmend und schmerzhaft“. Insbesondere die Authentizität mit welcher Meacham seinen Teil beitrug diente der Gruppe als Katalysator des Prozesses.

## Albuminformationen
Das 2011 erstmals veröffentlichte Album enthält zehn separate Stücke, die eine Gesamtspielzeit von 1:06:51 Stunden haben. Das Album wurde mehrmals Wiederveröffentlicht. Der Comic-Künstler Richard Friend übernahm die grafische Aufbereitung des Begleitmaterials. Zur Zeit der Aufnahme und Veröffentlichung bestand die Band aus dem Sänger und Gitarristen Mike Meacham, dem Schlagzeuger Jay LeMaire, dem Bassisten John Anderson und dem Gitarristen Tim Lewis.

### Veröffentlichung
Despond wurde am 20. Mai 2011 als Download von der Band über das Portal Bandcamp, als und am 31. Mai des gleichen Jahres als CD via Profound Lore Records und als Doppel-LP via Contagion Releasing und Parasitic Records veröffentlicht.  Im Jahr 2014 erschien eine Wiederveröffentlichung des LP-Formats sowie eine zusätzliche Variante als MC über Parasitic Records. Das Album wurde mit zehn separaten Stücke und einer Spieldauer von 1:06:51 Stunden erstveröffentlicht. An diesem Umfang des Albums wurden bei später erschienenen Auflagen keine Änderungen vorgenommen. Auch ergänzendes Bonusmaterial wurde nicht hinzugefügt.

### Gestaltung
Die Gestaltung des Begleitmaterials übernahm der Comic-Künstler Richard Friend. Das Design ist überwiegend Monochrom in Schwarz-Weiß gestaltet. Als Illustrationen wurden Bilder, die im Stil einer Tuschmalerei gehaltene Räume, in deren Inneren sich Verstorbene und obskure, morbide sowie okkulte Verweise befinden, genutzt.

„[D]as schwarz-weiße Cover-Artwork fesselt das Auge des Zuhörers und hinterlässt einen starken ersten Eindruck. Es besitzt nicht nur als Zeichnung Tiefe, sondern betont sie auch im Detail; Es wird dabei auch ein ziemlich obskures Thema präsentiert: Eine Erscheinung am eigenen Totenbett in einem Raum, der mit starrenden Porträts gefüllt ist.“

### Stil
Die von Loss auf Despond präsentierte Musik wird von Rezensenten als „reuig düsterer“ und „kriechender“ Funeral Doom und als „ultra-depressiver Death Doom“ mit „extrem tiefen Growling“ in der Tradition von Thergothon und Until Death Overtakes Me bezeichnet. Die auf dem Album transportierte Atmosphäre wird indes mit Begriffen wie „mürrisch“ und „tief deprimiert“ bis hin zu suizidal und „Totalverneinung“ betitelt. Diese Stimmung wird durch langsam gespielte, tief gestimmte und stark verzerrte Gitarren, die sich mit klaren Gitarren-Zwischenspielen abwechseln, erzeugt. Das Gitarrenspiel fokussiere sich auf Despond auf ein als „schwer und erdrückend“ beschriebenes Riffing. Durch die Gitarren getragene Melodien seien entgegen der früheren Veröffentlichungen weniger präsent. Die Band tendiere dem Gegenüber „zu einem härteren, weniger melodiösen Ansatz“. Dabei läge die Qualität des Albums dennoch nicht in anhaltendem „ultra-langsamen Riffing“ sondern in jenen „Melodien die in großen Mengen in die Songs eingebettet“ sein. Laut einer für das Webzine Angry Metal Guy verfassten Rezension ergehe sich die Musik überwiegend in „exzellenten wie schmerzhaft langsamen Doom-Riffs und beinah lächerlich tiefen, gutturalen sowie absolut unverständlichen Death-Vocals.“ Das Schlagzeugspiel wirkt derweil leise gedämpft und ruhig pulsierend.

## Rezeption
Wolf-Rüdiger Mühlmann urteilte in einer für das Rock Hard verfassten Rezension, Despond habe „seinen Reiz und ist mit Sicherheit zwei- bis dreimal im Jahr die ideale Platte zum Melancholie-Exzess, aber öfter [könne] man sich diese Totalverneinung nicht geben.“ Ähnlich, jedoch positiv gewendet beurteilte J.J. Koczan für das Webzine The Obelisk die Wirkung des Albums. So hebe sich Despond durch eine vollständige Hoffnungslosigkeit von allen weiteren Veröffentlichungen im Genre ab. In einer für das französische Webzine Metal in Nightfall Earth wird es als eine absolute Implikation seiner inhärenten Botschaft über die Musik benannt. Das Gefühl von Trauer und Depression würde dabei „nicht als einfaches ästhetisches Mittel“ genutzt, sondern als „gefühlte und gelebte Realität“ greifbar. Despond sei damit als ein „voller künstlerischer Erfolg“ zu verstehen, dem es gelänge eine „Konfrontation mit den eigenen inneren Dämonen“ zu forcieren. In weiteren Rezensionen wird positiv beurteilend darauf verwiesen, dass Desond „für viele offensichtlich nicht funktionieren“ würde, „da es sich in einem ausgesprochen trägen Tempo“ bewege und geradezu „klaustrophobisch langsam“ erscheine. Retrospektiv wurde das Album als „Klassiker des modernen Doom Metals und ein fundamentale Wegmarke des Aufstiegs des modernen Funeral Dooms“ besprochen.